# 叶县县衙
33°37′15″N 113°20′54″E / 33.62083°N 113.34833°E
叶县县衙位于中国河南省平顶山市叶县，是中国现存惟一一座明代官衙，2006年被列为第六批全国重点文物保护单位。
叶县县衙始建于明代洪武二十九年（1396年），明末战火之余仅剩大堂五间，现存其它建筑均为清代所建。 总占地面积1.6万余平方千米，由中轴线及东、西两侧副线三部分建筑群组成的。